# 邦特兰众议院
邦特兰众议院是邦特兰的立法机关，成立于1998年，设于加罗韦。实行一院制。有66名议员，由直接选举产生。每届众议院任期5年。现任议长是阿布迪里萨克·艾哈迈德·赛义德。